# ミゲル・イティゾーン
| 小惑星発見: 15 | 小惑星発見: 15 |
| -------------- | -------------- |
| エビータ       | 1948年8月3日   |
| チェスコ       | 1950年3月20日  |
| アバンデラダ   | 1950年6月15日  |
| マルティル     | 1950年6月15日  |
| デスカミサーダ | 1951年6月27日  |
| ファナーティカ | 1950年9月13日  |
| イティゾーン   | 1951年3月8日   |
| ムニョース     | 1951年9月1日   |
| イグアス       | 1951年8月23日  |
| ウィルケンス   | 1951年3月3日   |
| パラナ         | 1950年6月15日  |
| アギラール     | 1950年9月12日  |
| チチカカ       | 1952年9月23日  |
| アコンカグア   | 1950年6月24日  |
| スメリア       | 1954年3月12日  |

ミゲル・イティゾーン(Miguel Itzigsohn、18??年-1978年)は、アルゼンチンの天文学者である。
多くの小惑星を発見し、また彗星の研究を行った。
天文学と天体力学を専門とし、1955年から1972年まで、ラプラタ天文台の部門長を務めた。
1951年に自らが発見した小惑星を、自身の名前にちなんでイティゾーンと命名した。第二次世界大戦後にアルゼンチンで活発になった観測と計算による小惑星の研究において中心的な役割を果たした。